# Селянин та розорювач гнізд
«Селянин та розорювач гнізд» — картина фламандського художника  Пітера Брейгеля Старшого.
Це одна з останніх картин Пітера Брейгеля. Вальдемар Лисяк вважає її «волею художника». Вона відрізняється від попередніх робіт майстра відсутністю накопичення персонажів. Натомість є одна велика фігура селянина, яка вказує на іншу, трохи меншу фігуру хлопчика, що звисає з дерева. Хлопчик звисає з гілки і намагається вкрасти яйця з гнізда. Сцена полягає в тому, щоб проілюструвати голландське прислів'я, яке закликає до дії: хто знає, де знаходиться гніздо, той знає; хто бере, той має. Однак, зображений персонаж знаходиться на задньому плані; його зображено в нахиленому положенні, що передбачає майбутнє падіння (капелюх уже падає на землю). На передньому плані переважає майже втричі більша постать селянина, який здається задумливим і не помічає, що за мить він може впасти в потік.
Для Брейгеля важливим поряд із моралістичним повідомленням було художнє вираження людського тіла в момент падіння. Селянин вказує на розорювача гнізд, який майже впав, і водночас сам падає в потік. Тіло його нахилене вперед, рука, спрямована через плече, зігнута назад, а погляд спрямований догори. Таким чином художник отримав три напрямки руху тіла: вперед, назад і вгору. Сцена доповнюється і підкреслюється спокійною рівниною на задньому плані. Брейгель використовував подібний художній експеримент у своїй попередній роботі «Притча про сліпих».